# Frederik Nieuwenhuijsen
Frederik (Frits) Nieuwenhuijsen (Amsterdam, 3 oktober 1905 - Haarlem, 12 februari 1945) was een belangrijke Nederlandse verzetsstrijder in de Tweede Wereldoorlog. Vanaf het eerste uur van de bezetting tot begin 1945 heeft hij deelgenomen aan verschillende verzetsorganisaties, waaronder het Comité voor Vrij Nederland, de Ordedienst, het Nationaal Comité van Verzet en de Contact-Commissie van de Illegaliteit.

## Biografie
Nieuwenhuijsen werd geboren op 3 oktober 1905 in Amsterdam. Na de HBS studeerde hij allereerst werktuigbouwkunde aan de MTS. Met dit diploma vervolgde hij zijn opleiding met de studie bedrijfseconomie aan de universiteit van Amsterdam. Na het behalen van het kandidaatsexamen moest hij echter om financiële redenen zijn studie afbreken toen ook het bedrijf van zijn vader in de crisisjaren failliet ging. Via een relatie van zijn ouders kreeg hij in 1932 een baan bij de Hollandse Sociëteit van Levensverzekeringen (rond 1968 gefuseerd tot Delta Lloyd).
Nieuwenhuijsen werd geplaatst op het regiokantoor in Utrecht. Na zes maanden werd hij benoemd tot hoofdagent. In 1937 kreeg Frits de opdracht een nieuw kantoor voor de Hollandse Sociëteit te vestigen in Rotterdam. Hij concentreerde zich daar op het sluiten van collectieve bedrijfsverzekeringen met de Rotterdamse zakenwereld, in die tijd een nieuw verzekeringsproduct.
Twee weken na het bombardement op Rotterdam op 14 mei 1940, werd Nieuwenhuijsen overgeplaatst naar het hoofdkantoor in Amsterdam met de functie van generaal-agent voor collectieve zaken. Kort daarna werd hij benoemd in de nieuwe functie van generaal-agent in algemene dienst. Daarmee kwamen ook de coördinatie van de binnen- en de buitendienst en tevens de publiciteit voor het bedrijf onder zijn verantwoordelijkheid. Met deze overplaatsing verhuisde Frits in juni met zijn gezin van Hillegersberg naar Amstelveen waar zijn verzetsactiviteiten begonnen.

## Verzetswerk
In Amstelveen kwam Nieuwenhuijsen in contact met een van de eerste verzetsorganisaties: het Comité voor Vrij Nederland. Gevormd door een aantal hoger geschoolden uit de Amsterdamse zakenwereld, dat opriep tot passief en ook actief burgerlijk verzet tegen de bezetter. Het comité publiceerde in december 1940 een sarcastische openbrief aan de rijkscommissaris Seyss-Inquart met dramatische, merkwaardig nauwkeurig uitgekomen voorspellingen voor Duitsland als Hitler niet spoedig de strijd zou staken.
In zijn woonomgeving in Amstelveen trof Nieuwenhuijsen een groep vrienden die zich bezighielden met het verzamelen van informatie van belang voor de Britse Secret Intelligence Service, en met de opvang van bemanningsleden van neergeschoten Britse bommenwerpers die het spionagemateriaal konden meenemen op hun terugreis naar Engeland.
De groep was een onderdeel van het landelijk pilotenhulp-netwerk van de Amsterdamse Jean Lenglet, beter bekend onder zijn auteursnaam Edouard de Nève.
In het voorjaar van 1941 werden zowel het Comité voor Vrij Nederland als het pilotenhulpnetwerk van de Nève voor een belangrijk deel opgerold door de Sicherheitsdienst. Een aantal van hen kreeg de doodstraf, anderen werden gevonnist met lange tuchthuisstraffen. In maart werd ook Frits Nieuwenhuijsen gearresteerd op verdenking van betrokkenheid bij het Comité voor Vrij Nederland, en opgesloten in de strafgevangenis te Scheveningen. Eind Mei werd hij vrijgelaten bij gebrek aan voldoende bewijs.
Na zijn vrijlating uit het ‘Oranjehotel’ organiseerde Nieuwenhuijsen via het Rode Kruis van uit zijn huis een verzending van voedselpakketten voor onze oud-militaire officieren die kort daarvoor als krijgsgevangenen waren afgevoerd naar Polen. De pakketten werden gevuld met voedzame versnaperingen verkregen via de achterdeur van bedrijven als Verkade, Nutricia en bakkerij van der Meer en Schoep, waarbij hij relaties had vanuit zijn verzekeringswerk.
Al spoedig hervatte hij ook zijn verzetsactiviteiten. Nu onder meer als contactman en subdistributeur voor de Zaandamse bankier Walraven van Hall. Kort daarvoor had van Hall met zijn Zeemanspot een financieel steunfonds opgericht voor de achtergebleven gezinnen van Nederlandse zeevarenden en ook onderduikers uit het verzet. Met het toenemend aantal van deze laatste groep, kreeg deze financiering de naam van Nationaal Steunfonds.
Daarnaast werd Nieuwenhuijsen opgenomen in de vers gevormde spionagesectie V van de Ordedienst, de verzetsorganisatie van oud-militaire officieren die zich voorbereidden op een gewapende gezagsovername als de bezetters zich zouden terugtrekken. Tevens ondersteunde hij de hoogleraar C.G. Heringa, de Amsterdamse voorman van het artsenverzet, met de opzet van een verzetsnetwerk onder betrouwbare ambtenaren.
Ook werd hij een ‘inspirator’ voor de sabotagegroep CS-6. die zich bezighield met het vernielen van spoorwegverbindingen om het transport van joden naar Westerbork te belemmeren, en met de liquidatie van notoire jodenverraders. Een van de leden van CS-6, Gideon Boissevain, was een collega van Nieuwenhuijsen bij de Hollandse Sociëteit. In januari 1943 nam Nieuwenhuijsen ook deel aan de oprichting van het Nationaal Comité van Verzet (NC), met voormannen als Walraven van Hall en Lambertus Neher, waarbij een eerste samenwerkingsverband tot stand kwam van een aantal verzetsorganisaties. Bij de eerste bijeenkomst van het NC was hij aanwezig als vertegenwoordiger van het artsenverzet en tevens als verbindingsman met de Sectie V van de Ordedienst. Rond diezelfde tijd besloot hij onder te duiken. Een veilig duikadres vond hij in de directiewoning van zijn oom Max van der Horst op het terrein van de Amsterdamse Westergasfabriek.
Toen in juli 1944 uiteindelijk de algehele coördinatie van het Nederlandse verzet tot stand kwam, werd Nieuwenhuijsen gekozen als secretaris van de beleidvormende Contact-Commissie van de Illegaliteit. Tevens werd hij benoemd tot secretaris van het daarna opgerichte meer operationele Landelijk Werkcomité en het Amsterdams Werkcomité. De vergaderingen van de Contact-Commissie vonden plaats op het kantoor van Nieuwenhuijsen bij de Hollandse Sociëteit op de Herengracht.
Eind januari 1945 werd Frederik Nieuwenhuijsen met Walraven van Hall gearresteerd door de Sicherheitsdienst op een verraden vergadering van het Landelijk Werkcomité Op 12 februari werden beide mannen publiekelijk gefusilleerd bij een represaille op de Jan Gijzenbrug in Haarlem.

## Postuum
Koningin Wilhelmina heeft op 9 mei 1946 het Verzetskruis voor Nieuwenhuijsen uitgereikt aan zijn vrouw in het paleis op de Dam. Later is hem alsnog de militaire rang van kolonel toegekend, relevant voor het weduwepensioen van zijn echtgenote. In Amsterdam en in Amstelveen zijn een straat en een laan naar hem vernoemd. Frederik Nieuwenhuijsen ligt begraven op de Eerebegraafplaats in Bloemendaal. Zijn naam staat vermeld op de Erelijst van Gevallenen 1940-1945. Aan de Jan Gijzenbrug werd in 1950 ter herdenking van de acht slachtoffers van de fusillade een monument onthuld.